# Okçularyeri, Bigadiç
Okçularyeri là một xã thuộc huyện Bigadiç, tỉnh Balıkesir, Thổ Nhĩ Kỳ. Dân số thời điểm năm 2010 là 163 người.